# Eskilstorp en Hemmeslövs gård
Eskilstorp en Hemmeslövs gård (Zweeds: Eskilstorp och Hemmeslövs gård) is een småort in de gemeente Båstad in het Zweedse landschap Halland en de provincie Skåne län. Het småort heeft 108 inwoners (2005) en een oppervlakte van 18 hectare. Eigenlijk bestaat het småort uit twee plaatsen: Eskilstorp en Hemmeslövs gård. Het småort wordt voornamelijk omringd door akkers, ook loopt de rivier de Stensån net ten noorden van het småort.

## Verkeer en vervoer
Bij de plaats lopen de E6/E20 en Länsväg 115.
Båstad · Förslöv · Torekov · Grevie · Östra Karup · Västra Karup · Rammsjöstrand · Eskilstorp en Hemmeslövs gård · Kattvik · Killebäckstorp · Axelstorp